# Anthero Monteiro
Anthero Monteiro, nome artístico de Antero Manuel Dias Monteiro (São Paio de Oleiros, 4 de abril de 1946 - 5 de abril de 2022), foi um poeta e professor português.

## Biografia
Fez os estudos secundários em Viana do Castelo, Braga e Aveiro.
Foi Licenciado em Filologia Românica pela Universidade do Porto e Mestre em Estudos Portugueses pela Universidade de Aveiro. Foi Professor, Formador de Docentes, Escritor, Poeta e Ensaísta, co-autor de sete livros didáticos de Português para Portugal e dois para Cabo Verde, colaborador num Dicionário de Língua Portuguesa, autor de oito livros de Poesia, de poemas incluídos em antologias brasileiras, de quatro livros de ensaio e de artigos publicados em revistas universitárias. Foi autor do blogue “Praça da Poesia”, onde inclui a maior parte dos seus poemas e os poemas prediletos de muitos outros autores, por temas.
Em 2004, foi galardoado com o Prémio Manuel Laranjeira, em 2015, com a Medalha de Ouro de Mérito da Vila de São Paio de Oleiros, em virtude do seu vasto percurso cultural e associativo.
Na sua terra natal, São Paio de Oleiros, dirigiu por mais de quarenta anos a Biblioteca Pública local e foi também diretor do jornal oleirense “Diálogo”. Fez dois mandatos na Assembleia de Freguesia local e integrou a CESPOVILA, tendo sido eleito seu porta-voz e desenhado o logótipo da mesma. Aliás, considerando esse legado, no ano de 2016 foi homenageado pela Junta de Freguesia de São Paio de Oleiros, como membro da Ex-CESPOVILA, a comissão oleirense responsável pelo trabalho que originou a elevação de São Paio de Oleiros ao estatuto de Vila (a 20 de Junho de 1991, pela Lei n.o 103/91 de 16 de agosto do mesmo ano), no âmbito das Comemorações do 25º Aniversário desta efeméride e da existência territorial como Vila. Foi também agraciado com o Diploma de Mérito Municipal, a título póstumo, em janeiro de 2023.
Entre muitas outras valências, ações, cargos diretivos, iniciativas, participações, palestras, conferências e competências, foi ainda co-autor do Brasão e da Bandeira oficiais de São Paio de Oleiros, autor do hino da Associação Musical Oleirense (A.M.O.) e um dos principais co-autores do catálogo de Património, História e Identidade «São Paio de Oleiros “no tempo e no espaço”» que a Junta de Freguesia local fez publicar a 20 de junho de 2017, no corolário dos festejos dos 25 e 26 anos da Elevação deste território ao estatuto de Vila.
É de sua responsabilidade e autoria a investigação e redação de grande parte da História conhecida de São Paio de Oleiros, trabalhos preferencialmente publicados pela revista Villa da Feira. Terra de Santa Maria (da Liga dos Amigos da Feira (L.A.F.)), da qual foi supervisor editorial e gráfico, tarefa que cumpriu com superior virtuosismo e empenho até à iminência do seu falecimento inesperado.
Como poeta, está incluído em três antologias em Portugal, uma delas bilingue, e em mais quatro antologias brasileiras, na modalidade de “poetrix”. Nessa mesma modalidade, viu poemas seus alcançarem o primeiro lugar em concursos realizados a nível internacional nos anos de 2002 e 2003. Foi, aliás, o primeiro autor a lançar um livro de “poetrix” em Portugal e na Europa («Esta Outra Loucura», 2002). Foi membro fundador da Academia Internacional Poetrix.
Integrou júris de vários concursos literários em Portugal e no Brasil.
Consta do "Cancioneiro Infanto-Juvenil para a Língua Portuguesa" — «O Livro É Uma História com Boca», organizado pelo Instituto Piaget. Consta ainda do “Projecto Vercial”, a maior base de dados sobre a Literatura Portuguesa.
Coordenou várias tertúlias poéticas: “Onda Poética” com mais de 25 anos, por onde passaram vários poetas convidados e outros assíduos como o seu muito querido Dr. Edgar Carneiro. “Magnólia”, “Quarto Crescente”, com quase a mesma idade), e organizou espetáculos poético-musicais em várias localidades.

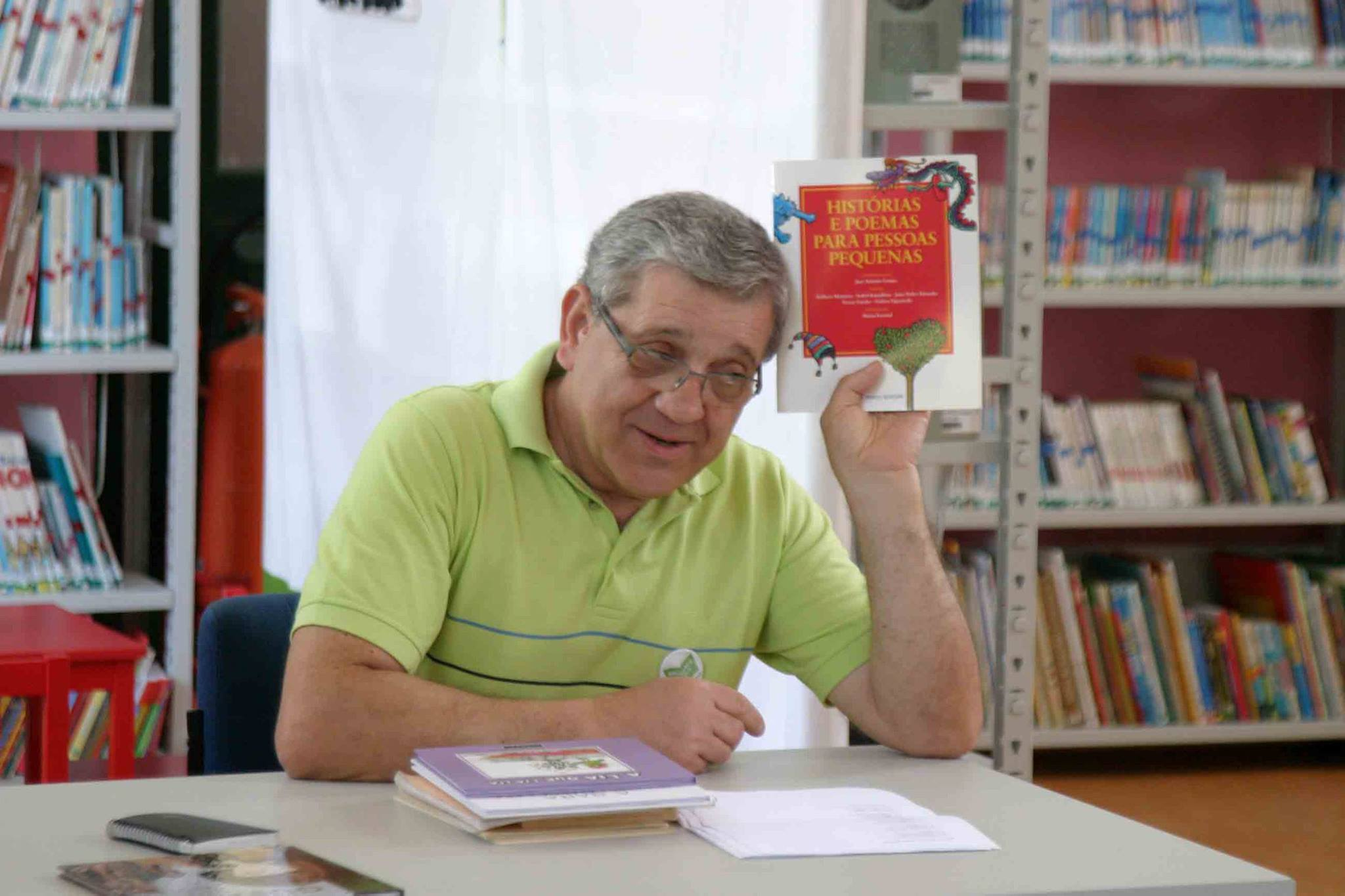

Diseur e amante da Poesia, divulgou-a em escolas, bibliotecas, museus, centros culturais. Foi diseur no “Pinguim Café” (Porto), coordenador no “Púcaro’s Bar” (Porto), guionista e leitor no “Clube Literário do Porto” e muitos eteceteras (utilização deliberada, por parte do autor, desta variante de escrita para o advérbio que surge no dicionário coevo sob a grafia "etcétera" ("etcétras" no plural)).
Andou sempre abraçado à poesia por aí, por todo o lado, partout, everywhere, dappertutto. Muitos ainda não deram por isso...
Deixou-nos, de forma precoce e inopinada, aos cinco dias do mês de abril de 2022. Porém, a Sua memória e a Obra material e imaterial que alicerçou com base na sapiência e no companheirismo, jamais serão esquecidas...